# Diocesi di Ventimiglia-San Remo

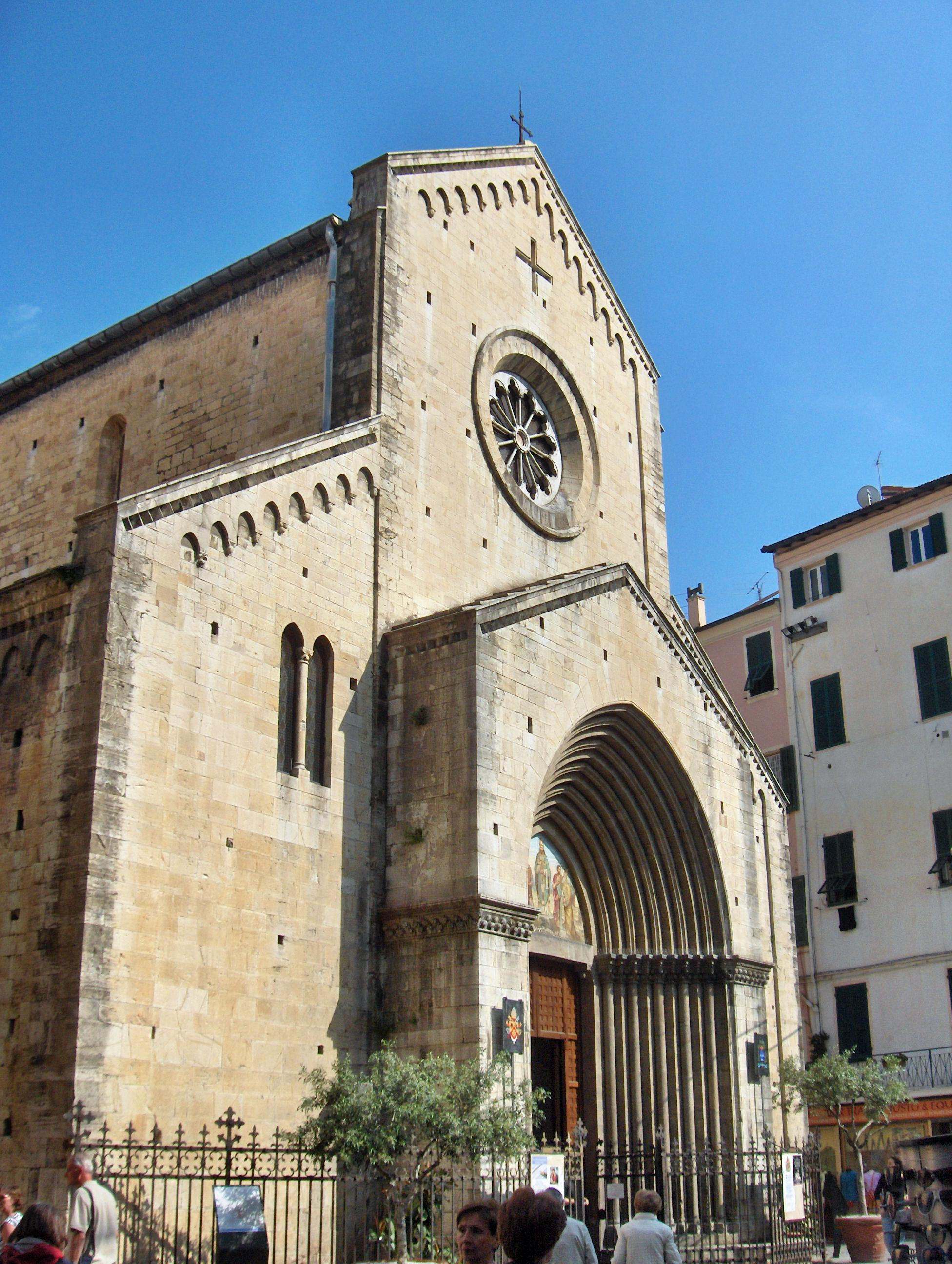
La concattedrale di San Siro a Sanremo.

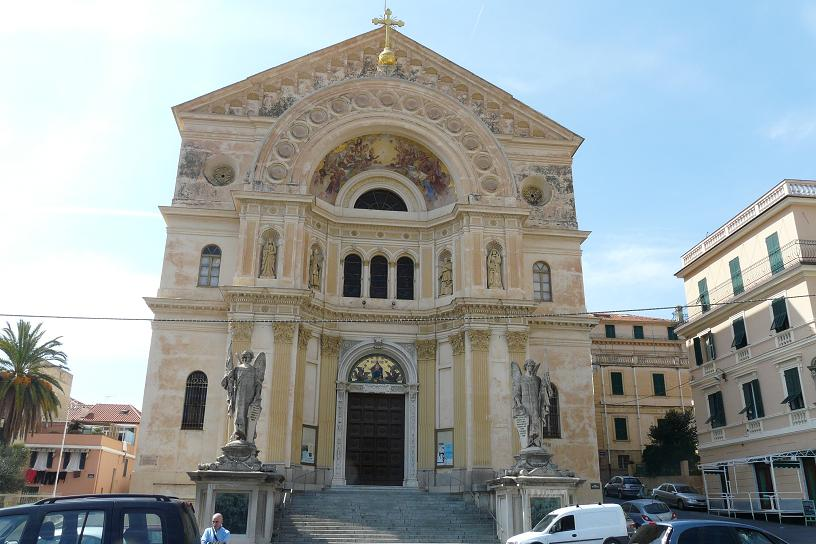
La basilica del Sacro Cuore di Gesù a Bussana, frazione di Sanremo.

La diocesi di Ventimiglia-San Remo (in latino Dioecesis Ventimiliensis-Sancti Romuli) è una sede della Chiesa cattolica in Italia suffraganea dell'arcidiocesi di Genova appartenente alla regione ecclesiastica Liguria. Nel 2022 contava 139.360 battezzati su 144.350 abitanti. È retta dal vescovo Antonio Suetta.

## Territorio
La diocesi comprende la parte occidentale della provincia di Imperia e un piccolo lembo della parte meridionale della provincia di Cuneo.
Sede vescovile è la città di Sanremo, dove si trova la concattedrale di San Siro. A Ventimiglia si trova la cattedrale di Santa Maria Assunta. Il seminario diocesano nel 2017 è stato trasferito da Bordighera a Sanremo. In diocesi vi sono anche altre due basiliche minori: la basilica dei Santi Giacomo e Filippo a Taggia, nota come santuario della Madonna Miracolosa; e la basilica del Sacro Cuore di Gesù a Bussana, frazione di Sanremo.
Il territorio della diocesi si estende su 654 km² ed è suddiviso in 100 parrocchie situate in Liguria e Piemonte:
- 98 nella provincia di Imperia, nei comuni di: Airole, Apricale, Badalucco, Bajardo, Bordighera, Camporosso, Castellaro, Castel Vittorio, Ceriana, Cipressa, Costarainera, Dolceacqua, Isolabona, Molini di Triora, Montalto Carpasio, Olivetta San Michele, Ospedaletti, Perinaldo, Pietrabruna (frazioni di Boscomare e Torre Paponi), Pigna, Pompeiana, Riva Ligure, Rocchetta Nervina, San Biagio della Cima, San Lorenzo al Mare, Sanremo, Santo Stefano al Mare, Seborga, Soldano, Taggia, Terzorio, Triora, Vallebona, Vallecrosia e Ventimiglia;
- 2 nella provincia di Cuneo, nel solo comune di Briga Alta.

Le parrocchie sono raggruppate in 4 vicariati: Ventimiglia, Bordighera e Valle Nervia, Sanremo, Levante e Valle Argentina.

## Storia
Incerta è l'origine del cristianesimo e della prima organizzazione ecclesiastica del municipium di Albintimilium, il cui territorio si estendeva da Mentone alle porte di Sanremo. Per tradizione si ritiene che il primo vescovo di Ventimiglia sia stato Cleto, discepolo di san Barnaba, nell'anno 75. Tuttavia, il primo vescovo storicamente documentato è Giovanni, che partecipò al sinodo romano del 680; in questo periodo gli abitanti avevano già abbandonato l'antico centro romano per rifugiarsi alla destra del fiume Roia, dove avevano edificato la nuova città.
Originariamente la sede di Ventimiglia era suffraganea dell'arcidiocesi di Milano; questa dipendenza è documentata per la prima volta nel capitolare olonense dell'825. Molto incerta e confusa è la serie episcopale nel primo millennio e pochi sono i nomi storicamente certi e attendibili, malgrado, a partire dall'Ottocento, si sia diffusa una lunga lista episcopale con circa quaranta nomi da Cleto fino agli inizi del XIII secolo. In quest'epoca si distinse il vescovo Guglielmo, venerato come beato dalla Chiesa locale, per la sua opera di intermediazione e di intercessione a favore della cittadinanza di Ventimiglia, sconfitta da Genova dopo un assedio alla città durato tre anni (1219-1222).
Nell'XI secolo fu recata a Ventimiglia, da un vescovo di cui non si conosce il nome, la reliquia del capo di san Secondo martire, patrono della diocesi dal 1602. Il resto del corpo, che era allora nella valle di Susa, è custodito a Torino.
Durante lo Scisma d'Occidente, la diocesi perse la sua unità e fu divisa in due entità ecclesiastiche. Il vescovo di Ventimiglia, di obbedienza romana, esercitava la sua autorità sui territori della diocesi dipendenti dalla Repubblica di Genova, mentre il vescovo di obbedienza avignonese, che aveva sede a Sospello, esercitava la sua autorità sui territori diocesani dipendenti dai conti di Savoia e dai signori di Tenda.
Durante il XVI secolo, grazie ad un decreto del re Carlo IX di Francia, che permetteva il libero esercizio della confessione luterana, la nuova religione si diffuse largamente nella parte della diocesi controllata dai Savoia. Spettò ai vescovi Carlo Grimaldi e Francesco Galbiati ristabilire la propria autorità ed attuare energicamente i decreti del Concilio di Trento. Si deve al vescovo Carlo Visconti Borromeo l'istituzione del seminario diocesano nel settembre del 1564.
Nel Seicento si distinse in particolare il vescovo Mauro Promontorio, benedettino genovese, che «seppe contemperare zelo pastorale e affabile sollecitudine, tanto che il suo episcopato costituisce uno snodo significativo»: abbellì e ingrandì la cattedrale, indisse due sinodi, fece opera di mediazione tra la repubblica genovese e i Savoia.
Un rapporto del 1777, riferisce che la diocesi all'epoca era costituita da 35 parrocchie (di cui due a Sospello), per un totale di circa trentacinquemila fedeli. Dal punto di vista civile, la diocesi era suddivisa fra tre entità politiche:
- il Regno di Sardegna: Sospello, Molinetto, Castellaro, Gorbio, Sant'Agnese, Castiglione, Breglio, Saorgio, Tenda, Briga, Dolceacqua, Isolabona, Apricale, Perinaldo, Rocchetta, Seborga, Pigna e Buggio;
- la Repubblica di Genova: Ventimiglia, Bevera, Airole, Penna, Camporosso, Vallecrosia, San Biagio, Soldano, Bordighera, Borghetto, Sasso, Vallebona, Castelfranco (Castel Vittorio) e Bajardo;
- il Principato di Monaco: Mentone e Roccabruna.

La diocesi subì forti cambiamenti durante il periodo napoleonico. Nel 1797 entrò a far parte della provincia ecclesiastica dell'arcidiocesi di Genova, ma nello stesso anno cedette le parrocchie del Principato di Monaco e quelle del Regno di Sardegna alla diocesi di Nizza, mantenendo solo le quindici parrocchie soggette alla Repubblica di Genova. Così ridotta, la diocesi rischiò la soppressione. Il 5 aprile 1806 cambiò nuovamente provincia ecclesiastica entrando a far parte di quella dell'arcidiocesi di Aix in forza della bolla Expositum cum Nobis di papa Pio VII.
Dopo il Congresso di Vienna, fu pian piano ristabilita la situazione precedente. Il 30 maggio 1818 con la bolla Sollicitudo omnium ecclesiarum dello stesso papa Pio VII divenne nuovamente suffraganea dell'arcidiocesi di Genova. Il 20 giugno 1831, in forza della bolla Ex iniuncto nobis di papa Gregorio XVI, la diocesi allargò i propri confini con l'acquisizione di venticinque parrocchie dalla diocesi di Albenga, tra cui la città di Sanremo, e di otto parrocchie dalla diocesi di Nizza.
Nel 1860 cedette momentaneamente Briga Marittima e Tenda alla diocesi di Cuneo. Tornarono alla sede ventimigliese dal 1886 al 1947, quando passarono alla diocesi francese di Nizza. Il nuovo confine di Stato tra il Regno d'Italia e l'Impero francese determinò il passaggio alle diocesi francesi delle parrocchie del Mentonese (Mentone, Roccabruna, Gorbio e Sant'Agnese), delle zone interne delle valli Bevera (Sospello e Molinetto) e Roja (Breglio e Saorgio).
Il 3 luglio 1975 la diocesi ha assunto il nome attuale in forza del decreto In dioecesi Ventimiliensi della Congregazione per i vescovi. Lo stesso giorno, con il decreto Novissimis hisce, la chiesa di San Siro a Sanremo è stata eretta a concattedrale della diocesi.

## Cronotassi dei vescovi
Si omettono i periodi di sede vacante non superiori ai 2 anni o non storicamente accertati.
La seguente cronotassi, fino al beato Guglielmo all'inizio del XIII secolo, è quella riportata da Girolamo Rossi. Secondo Lanzoni, prima del 680 non è noto alcun nome di vescovo, benché la diocesi sia "verosimilmente anteriore al VII secolo". Dei trentotto vescovi riportati dal Rossi fino a Guglielmo, Semeria e Cappelletti ne menzionano solo dieci, Gams tredici. La maggior parte di questi nomi è completamente ignota a Ughelli e a Coletti, redattore della seconda edizione dell'Italia sacra (XVII-XVIII secolo), che documentano solo tre vescovi.
- Cleto ? †
- Rudrigo ? † (137)
- Frodonio ? † (189)
- Fabiano ? † (241)
- Eilegio o Eulolio ? † (292)
- Eutiche ? † (351)
- Dionisio ? † (396)
- Felice ? † (430)
- Lattanzio ? † (451)
- Menigio ? † (477)
- Rudrigo II ? † (493)
- Anastasio ? † (509)
- Franco ? † (531)
- Mistrale ? † (559)
- Morono ? † (591)
- Pastore ? † (623)
- Giovanni † (menzionato nel 680)
- Luccio ? (anonimo) † (menzionato nel 700)[5]
- Eustachio ? † (704)
- Eugenio ? † (728)
- Giocondo ? † (757)
- Amerio † (VIII secolo)
- Lancio ? † (803)
- Giovanni II ? † (831)
- Amatore ? † (861)
- Giocondo II ? † (863)
- Amato † (menzionato nel 933)
- Mildone ? † (937)
- Aldegrano (o Mildone) † (menzionato nel 940)[6]
- Gioioso ? (anonimo) † (menzionato nel 962)[7]
- Penteio ? † (976)
- Anonimo † (menzionato nel 990)[8]
- Bartolomeo † (menzionato nel 1026)[9]
- Brunengo † (XI secolo)[10]
- Tommaso † (menzionato nel 1064)
- Martino † (prima del 1090 - dopo il 1110)
- Alecio o Alerio ? † (menzionato nel 1120)
- Anonimo † (menzionato nel 1130)[11]
- Cornelio ? (anonimo) † (menzionato nel 1146)[12]
- Stefano † (prima del 1160 - dopo il 1179)
- Guido ? † (menzionato nel 1198)
- Beato Guglielmo † (prima del 1207 - circa 1232 deceduto)[13]
- Nicolò Lercari † (1233 - 18 marzo 1244 deposto)[14]
- Jacopo di Castell'Arquato, O.P. † (18 marzo 1244 - 1250 deceduto)[15]
- Azzone Visconti † (prima del 17 gennaio 1251 - ?)
- Norgando ? † (menzionato nel 1262)
- Giovanni III † (? - 1265)
- Oberto Visconti † (1265 - dopo novembre 1269)
- Jacopo Gorgonio † (menzionato nel 1270)
- Guglielmo II † (1273 - 1293 deceduto)
- Giovanni IV † (prima del 1297 - 1304 deceduto)
- Ottone Lascaris † (5 gennaio 1304 - 13 novembre 1320[16] deceduto)
- Raimondo, O.P. † (26 novembre 1320 - 6 settembre 1328 nominato vescovo di Vence)
- Pietro Malocello, O.P. † (6 settembre 1328 - gennaio 1345 deceduto)
- Bonifacio de Villaco, O.S.A. † (31 gennaio 1345 - 1348 deceduto)
- Angelo da Reggio † (14 agosto 1348 - 19 novembre 1350 nominato vescovo di Tricarico)
- Pietro Gisio, O.P. † (22 novembre 1350 - 2 novembre 1352 nominato arcivescovo di Brindisi)
- Ruffino Francesco † (5 dicembre 1352 - ? deceduto)
- Roberto de Cruseyo, O.P.† (16 maggio 1373 - circa 1381 deceduto)
- Jacopo Fieschi † (circa 1381 - 1382 nominato arcivescovo di Genova)
- Benedetto Boccanegra † (8 ottobre 1382 - 1418 deceduto)
  - Bertrando Imberti, O.F.M. † (2 dicembre 1381 - 1386 deceduto) (antivescovo)
  - Pietro Marinaco, O.F.M. † (27 agosto 1392 - 4 settembre 1409 nominato vescovo di Famagosta) (antivescovo)
  - Bartolomeo de Giudici † (22 giugno 1408 - 1418 deceduto) (antivescovo)
- Tommaso Rivato † (29 marzo 1419 - 27 gennaio 1422 deceduto)
- Ottobono de Bellonis † (18 febbraio 1422 - 1452 deceduto)
- Jacopo de Fei † (15 marzo 1452 - 1467 deceduto)
- Stefano de Robiis † (1º giugno 1467 - prima del 22 aprile 1471 deceduto)
- Giovanni Battista de Giudici, O.P. † (22 aprile 1471 - dopo il 4 febbraio 1484 deceduto)[17]
- Antonio Pallavicini Gentili † (15 giugno 1484 - 27 gennaio 1486 nominato vescovo di Orense)
- Solcetto Fieschi † (1486 - 1487)
- Alessandro Campofregoso † (5 marzo 1487 - 1501 dimesso)
- Domenico Vaccari † (24 gennaio 1502 - 1511 dimesso)
- Alessandro Campofregoso † (1511 - dopo il 20 aprile 1518 dimesso) (per la seconda volta)
  - Innocenzo Cybo † (27 luglio 1519 - 8 agosto 1519 dimesso) (amministratore apostolico)
- Filippo de Mari † (8 agosto 1519 - 1554 dimesso)
- Giovanni Battista de Mari † (18 maggio 1554 - 28 novembre 1561 deceduto)
- Carlo Visconti Borromeo † (5 dicembre 1561 - 6 luglio 1565 nominato vescovo di Montefeltro)
- Benedetto Lomellini † (6 luglio 1565 - 7 settembre 1565 nominato vescovo di Luni-Sarzana)
- Carlo Grimaldi † (8 dicembre 1565 - 26 novembre 1572 nominato vescovo di Albenga)
- Francesco Galbiati † (9 febbraio 1573 - 18 dicembre 1600 deceduto)
  - Giulio Cesare Recordati † (1601 - 1602 deceduto) (vescovo eletto)
- Stefano Spinola, C.R. † (15 aprile 1602 - 22 dicembre 1613 deceduto)
- Girolamo Curlo † (27 agosto 1614 - 13 novembre 1616 deceduto)
- Nicolò Spinola, C.R. † (30 gennaio 1617 - 23 settembre 1622 deceduto)
- Giovanni Francesco Gandolfo † (20 marzo 1623 - 10 gennaio 1633 nominato vescovo di Alba)
- Lorenzo Gavotti, C.R. † (20 giugno 1633 - 17 gennaio 1653 dimesso)
- Mauro Promontorio, O.S.B. † (22 giugno 1654 - 4 gennaio 1685 deceduto)
- Girolamo Naselli † (10 settembre 1685 - 7 febbraio 1695 nominato vescovo di Luni-Sarzana)
- Giovanni Stefano Pastori † (2 maggio 1695 - 29 maggio 1700 deceduto)
- Ambrogio Spinola, B. † (6 giugno 1701 - 10 marzo 1710 nominato vescovo di Luni-Sarzana)
- Carlo Mascardi, B. † (7 aprile 1710 - 9 dicembre 1731 deceduto)
- Antonio Maria Bacigalupi, O.M.D. † (31 marzo 1732 - 15 luglio 1740 deceduto)
- Pier Maria Gustiniani, O.S.B. † (17 aprile 1741 - 5 ottobre 1765 deceduto)
  - Nicolò Pasquale de Franchi † (1765 - 1766) (vescovo eletto)
- Angelo Luigi Giovo, O.S.B. † (28 settembre 1767 - 6 aprile 1774 deceduto)
- Domenico Maria Clavarini, O.P. † (13 marzo 1775 - 1º ottobre 1797 deceduto)
  - Sede vacante (1797-1804)
- Paolo Girolamo Orengo, Sch.P. † (24 settembre 1804 - 30 maggio 1812 deceduto)
  - Sede vacante (1812-1820)
- Felice Levrieri † (2 ottobre 1820 - 5 maggio 1824 deceduto)
  - Sede vacante (1824-1831)
- Giovanni Battista De Albertis † (28 febbraio 1831 - 12 novembre 1836 dimesso[18])
- Lorenzo Giovanni Battista Biale † (19 maggio 1837 - 26 giugno 1877 deceduto)
- Beato Tommaso Reggio † (26 giugno 1877 succeduto - 11 luglio 1892 nominato arcivescovo di Genova)
- Ambrogio Daffra † (11 luglio 1892 - 3 agosto 1932 deceduto)
- Agostino Rousset † (27 gennaio 1933 - 3 ottobre 1965 deceduto)[19]
- Angelo Raimondo Verardo, O.P. † (8 aprile 1967 - 7 dicembre 1988 ritirato)
- Giacomo Barabino † (7 dicembre 1988 - 20 marzo 2004 ritirato)
- Alberto Maria Careggio (20 marzo 2004 - 25 gennaio 2014 ritirato)
- Antonio Suetta, dal 25 gennaio 2014

## Statistiche
La diocesi nel 2022 su una popolazione di 144.350 persone contava 139.360 battezzati, corrispondenti al 96,5% del totale.
| anno | popolazione | popolazione | popolazione | presbiteri | presbiteri | presbiteri | presbiteri                | diaconi | religiosi | religiosi | parrocchie |
| anno | battezzati  | totale      | %           | numero     | secolari   | regolari   | battezzati per presbitero | diaconi | uomini    | donne     | parrocchie |
| ---- | ----------- | ----------- | ----------- | ---------- | ---------- | ---------- | ------------------------- | ------- | --------- | --------- | ---------- |
| 1950 | 98.161      | 98.161      | 100,0       | 192        | 142        | 50         | 511                       |         | 150       | 743       | 88         |
| 1970 | 175.500     | 178.000     | 98,6        | 180        | 120        | 60         | 975                       |         | 66        | 395       | 98         |
| 1980 | 186.400     | 189.600     | 98,3        | 166        | 111        | 55         | 1.122                     |         | 59        | 628       | 101        |
| 1990 | 175.300     | 180.400     | 97,2        | 142        | 90         | 52         | 1.234                     |         | 55        | 520       | 101        |
| 1999 | 150.000     | 155.450     | 96,5        | 135        | 83         | 52         | 1.111                     |         | 55        | 440       | 99         |
| 2000 | 150.000     | 155.450     | 96,5        | 132        | 82         | 50         | 1.136                     |         | 53        | 353       | 99         |
| 2001 | 150.000     | 155.450     | 96,5        | 132        | 77         | 55         | 1.136                     |         | 58        | 350       | 99         |
| 2002 | 150.000     | 155.450     | 96,5        | 130        | 75         | 55         | 1.153                     |         | 58        | 320       | 99         |
| 2003 | 150.000     | 155.450     | 96,5        | 130        | 75         | 55         | 1.153                     |         | 58        | 320       | 99         |
| 2004 | 150.000     | 155.450     | 96,5        | 121        | 73         | 48         | 1.239                     |         | 54        | 309       | 99         |
| 2010 | 150.000     | 155.450     | 96,5        | 104        | 65         | 39         | 1.442                     | 8       | 45        | 250       | 99         |
| 2014 | 152.400     | 158.000     | 96,5        | 90         | 56         | 34         | 1.693                     | 15      | 39        | 198       | 99         |
| 2017 | 140.900     | 145.348     | 96,9        | 100        | 65         | 35         | 1.409                     | 15      | 38        | 119       | 99         |
| 2020 | 140.500     | 144.900     | 97,0        | 100        | 65         | 35         | 1.405                     | 18      | 40        | 118       | 99         |
| 2022 | 139.360     | 144.350     | 96,5        | 97         | 68         | 29         | 1.436                     | 22      | 37        | 104       | 100        |